# I'm Not Here to Make Friends
I'm Not Here to Make Friends is een nummer van de Britse zanger Sam Smith uit 2023, in samenwerking met de Schotse dj Calvin Harris en de Canadese zangeres Jessie Reyez.
Smith schreef het nummer na een mislukte date. "Ik was het gewoon zo zat om op dates te gaan waar mensen me als een vriend behandelden, of me gewoon wilden ontmoeten omdat ik Sam Smith ben", aldus Smith. Het nummer gaat dan ook over Smiths frustratie over dit soort dates. "I'm Not Here to Make Friends" werd in diverse landen een hit. Zo bereikte de plaat een 23e positie in het Verenigd Koninkrijk. In de Nederlandse Top 40 reikte het tot de 31e positie, en in de Vlaamse Ultratop 50 tot de 38e.